# Zeslandentoernooi 2019 (vrouwen)
De vierentwintigste editie van het Zeslandentoernooi voor vrouwen (dertiende editie in de deze samenstelling) van de Rugby Union werd gespeeld van 2 februari tot en met 17 maart 2019 tussen de rugbyteams van Engeland, Frankrijk, Italië, Schotland, Wales en het Iers rugbyteam (het team dat zowel de Republiek Ierland als Noord-Ierland vertegenwoordigt in internationale wedstrijden). Frankrijk verdedigde de titel. Engeland won het toernooi met een Grand Slam, wat inhoudt dat het Engelse team alle wedstrijden op het toernooi won. De Engelse Jess Breach werd met 9 tries topscorer van het toernooi.

## Deelnemende landen
| Land      | Stadion                                                        | Capaciteit          | Stad                    | Coach                  | Aanvoerder     |
| --------- | -------------------------------------------------------------- | ------------------- | ----------------------- | ---------------------- | -------------- |
| Engeland  | Castle Park Sandy Park Twickenham Stadium                      | 5.000 12.800 82.000 | Doncaster Exeter Londen | Simon Middleton        | Sarah Hunter   |
| Frankrijk | Altrad Stadium Stade Pierre-Mauroy                             | 15.697 50.186       | Montpellier Rijsel      | Annick Hayraud         | Gaëlle Hermet  |
| Ierland   | Donnybrook Stadium                                             | 6.000               | Dublin                  | Adam Griggs            | Ciara Griffin  |
| Italië    | Stadio Via del Mare Stadio Sergio Lanfranchi Stadio Plebiscito | 33.876 5.000 9.500  | Lecce Parma Padua       | Andrea Di Giandomenico | Manuela Furlan |
| Schotland | Scotstoun Stadium                                              | 4.765               | Glasgow                 | Shade Munro            | Lisa Thomson   |
| Wales     | Cardiff Arms Park                                              | 12.500              | Cardiff                 | Rowland Phillips       | Carys Phillips |

## Stand[9]
| Positie | Land      | Wedstrijden | Wedstrijden | Wedstrijden | Wedstrijden | Punten | Punten | Punten   | Try's | Try's | Tabel Punten |
| Positie | Land      | Gespeeld    | Gewonnen    | Gelijk      | Verloren    | Voor   | Tegen  | Verschil | Voor  | Tegen | Tabel Punten |
| ------- | --------- | ----------- | ----------- | ----------- | ----------- | ------ | ------ | -------- | ----- | ----- | ------------ |
| 1       | Engeland  | 5           | 5           | 0           | 0           | 278    | 45     | 233      | 45    | 7     | 28           |
| 2       | Italië    | 5           | 3           | 1           | 1           | 91     | 104    | -13      | 12    | 16    | 17           |
| 3       | Frankrijk | 5           | 3           | 0           | 2           | 178    | 102    | 76       | 29    | 22    | 16           |
| 4       | Wales     | 5           | 2           | 1           | 2           | 59     | 126    | -67      | 8     | 22    | 11           |
| 5       | Ierland   | 5           | 1           | 0           | 4           | 78     | 156    | -78      | 13    | 24    | 7            |
| 6       | Schotland | 5           | 0           | 0           | 5           | 37     | 188    | -151     | 7     | 29    | 1            |

## Programma en uitslagen[2]

### Week 1
| 1 februari 2019 18:00 | Ierland | 7 - 51 | Engeland | Donnybrook Stadium, Dublin Scheidsrechter: Aimee Barrett-Theron |
| 1 februari 2019 18:00 | Verslag |        |          | Donnybrook Stadium, Dublin Scheidsrechter: Aimee Barrett-Theron |

| 1 februari 2019 20:35 | Schotland | 7 - 28 | Italië | Scotstoun Stadium, Glasgow Scheidsrechter: Nikki O'Donnell |
| 1 februari 2019 20:35 | Verslag   |        |        | Scotstoun Stadium, Glasgow Scheidsrechter: Nikki O'Donnell |

| 2 februari 2019 21:00 | Frankrijk | 52 - 3 | Wales | Altrad Stadium, Montpellier Scheidsrechter: Sean Gallagher |
| 2 februari 2019 21:00 | Verslag   |        |       | Altrad Stadium, Montpellier Scheidsrechter: Sean Gallagher |

### Week 2
| 8 februari 2019 20:35 | Schotland | 5 - 22 | Ierland | Scotstoun Stadium, Glasgow Scheidsrechter: Beatrice Benvenuti |
| 8 februari 2019 20:35 | Verslag   |        |         | Scotstoun Stadium, Glasgow Scheidsrechter: Beatrice Benvenuti |

| 9 februari 2019 20:00 | Italië  | 3 - 3 | Wales | Stadio Via del Mare, Lecce Scheidsrechter: Aimee Barrett-Theron |
| 9 februari 2019 20:00 | Verslag |       |       | Stadio Via del Mare, Lecce Scheidsrechter: Aimee Barrett-Theron |

| 10 februari 2019 13:45 | Engeland | 41 - 26 | Frankrijk | Castle Park, Doncaster Scheidsrechter: Tim Baker |
| 10 februari 2019 13:45 | Verslag  |         |           | Castle Park, Doncaster Scheidsrechter: Tim Baker |

### Week 3
| 23 februari 2019 19:30 | Italië  | 29 - 27 | Ierland | Stadio Sergio Lanfranchi, Parma Scheidsrechter: Laura Pettingale |
| 23 februari 2019 19:30 | Verslag |         |         | Stadio Sergio Lanfranchi, Parma Scheidsrechter: Laura Pettingale |

| 23 februari 2019 21:00 | Frankrijk | 41 - 10 | Schotland | Stade Pierre-Mauroy, Rijsel Scheidsrechter: Sara Cox |
| 23 februari 2019 21:00 | Verslag   |         |           | Stade Pierre-Mauroy, Rijsel Scheidsrechter: Sara Cox |

| 24 februari 2019 13:30 | Wales   | 12 - 51 | Engeland | Cardiff Arms Park, Cardiff Scheidsrechter: Clara Munarini |
| 24 februari 2019 13:30 | Verslag |         |          | Cardiff Arms Park, Cardiff Scheidsrechter: Clara Munarini |

### Week 4
| 8 maart 2019 20:35 | Schotland | 15 - 17 | Wales | Scotstoun Stadium, Glasgow Scheidsrechter: Rebecca Mahoney |
| 8 maart 2019 20:35 | Verslag   |         |       | Scotstoun Stadium, Glasgow Scheidsrechter: Rebecca Mahoney |

| 9 maart 2019 13:05 | Engeland | 55 - 0 | Italië | Sandy Park, Exeter Scheidsrechter: Aurélie Groizeleau |
| 9 maart 2019 13:05 | Verslag  |        |        | Sandy Park, Exeter Scheidsrechter: Aurélie Groizeleau |

| 9 maart 2019 20:00 | Ierland | 17 - 47 | Frankrijk | Donnybrook Stadium, Dublin Scheidsrechter: Ian Tempest |
| 9 maart 2019 20:00 | Verslag |         |           | Donnybrook Stadium, Dublin Scheidsrechter: Ian Tempest |

### Week 5
| 16 maart 2019 20:30 | Engeland | 80 - 0 | Schotland | Twickenham Stadium, Londen Scheidsrechter: Joy Neville |
| 16 maart 2019 20:30 | Verslag  |        |           | Twickenham Stadium, Londen Scheidsrechter: Joy Neville |

| 17 maart 2019 14:30 | Wales   | 24 - 5 | Ierland | Cardiff Arms Park, Cardiff Scheidsrechter: Hollie Davidson |
| 17 maart 2019 14:30 | Verslag |        |         | Cardiff Arms Park, Cardiff Scheidsrechter: Hollie Davidson |

| 17 maart 2019 14:30 | Italië  | 31 - 12 | Frankrijk | Stadio Plebiscito, Padua Scheidsrechter: Sara Cox |
| 17 maart 2019 14:30 | Verslag |         |           | Stadio Plebiscito, Padua Scheidsrechter: Sara Cox |